# Buick Modell 41
Der Buick Modell 41 war eine fünfsitzige Pullman-Limousine, die im Modelljahr 1910 von Buick in den USA als Nachfolger des Modells 7 und Spitzenmodell mit großem Vierzylindermotor gebaut wurde. Es war das erste geschlossene Modell des Herstellers.
Die Wagen basierten auf dem Vorjahresmodell und waren mit Vierzylinder-T-Kopf-Reihenmotoren ausgestattet, die bei einem Hubraum von 5.211 oder 5.506 cm³ eine Leistung von 40 bhp (29 kW) oder 48 bhp (35,3 kW) entwickelten. Der Wagen war mit Frontmotor, Stirnradgetriebe mit drei Vorwärtsgängen und Kettenantrieb auf die Hinterachse versehen, der Radstand war mit   2858 mm etwas kürzer als beim Vorgänger.
27 bis 40 Exemplare wurden gebaut.

## Quelle
- Beverly R. Kimes & Clark, Henry A. jun.: Standard Catalog of American Cars 1805–1942, Krause Publications, Iola (1985), ISBN 0-87341-045-9, S. 156